# 東経73度線
東経73度線（とうけい73どせん）は、本初子午線面から東へ73度の角度を成す経線である。北極点から北極海、アジア、インド洋、南極海、南極大陸を通過して南極点までを結ぶ。
東経73度線は、西経107度線と共に大円を形成する。

## 通過する地域一覧
東経73度線は、北極点から南極点まで南に向かって以下の場所を通っている。
| 地理座標                                             | 国土・領土・領海 | 備考 |
| ---------------------------------------------------- | ---------------- | --- |
| 北緯90度0分 東経73度0分 / 北緯90.000度 東経73.000度  | 北極海           | |
| 北緯81度6分 東経73度0分 / 北緯81.100度 東経73.000度  | カラ海           | |
| 北緯73度0分 東経73度0分 / 北緯73.000度 東経73.000度  | オビ湾           | |
| 北緯71度25分 東経73度0分 / 北緯71.417度 東経73.000度 | ロシア           | グイダンスキー半島（英語版） |
| 北緯71度23分 東経73度0分 / 北緯71.383度 東経73.000度 | オビ湾           | |
| 北緯68度44分 東経73度0分 / 北緯68.733度 東経73.000度 | ロシア           | ヤマル半島 |
| 北緯67度42分 東経73度0分 / 北緯67.700度 東経73.000度 | オビ湾           | |
| 北緯66度42分 東経73度0分 / 北緯66.700度 東経73.000度 | ロシア           | |
| 北緯54度3分 東経73度0分 / 北緯54.050度 東経73.000度  | カザフスタン     | |
| 北緯42度32分 東経73度0分 / 北緯42.533度 東経73.000度 | キルギス         | |
| 北緯40度53分 東経73度0分 / 北緯40.883度 東経73.000度 | ウズベキスタン   | 国土の最東端地点を約15km |
| 北緯40度45分 東経73度0分 / 北緯40.750度 東経73.000度 | キルギス         | |
| 北緯39度21分 東経73度0分 / 北緯39.350度 東経73.000度 | タジキスタン     | |
| 北緯37度18分 東経73度0分 / 北緯37.300度 東経73.000度 | アフガニスタン   | |
| 北緯36度52分 東経73度0分 / 北緯36.867度 東経73.000度 | パキスタン       | カイバル・パクトゥンクワ州 ギルギット・バルティスタン（ インドが領有権を主張） カイバル・パクトゥンクワ州 イスラーマーバード首都圏 パンジャーブ州 |
| 北緯29度9分 東経73度0分 / 北緯29.150度 東経73.000度  | インド           | ラージャスターン州 グジャラート州 ダードラー・ナガル・ハヴェーリーおよびダマン・ディーウ連邦直轄領 マハーラーシュトラ州 - ムンバイのすぐ東を通過  |
| 北緯18度3分 東経73度0分 / 北緯18.050度 東経73.000度  | インド洋         | |
| 北緯11度30分 東経73度0分 / 北緯11.500度 東経73.000度 | インド           | ラクシャドウィープ - キッタン島（英語版） |
| 北緯11度28分 東経73度0分 / 北緯11.467度 東経73.000度 | インド洋         | カドマット島（ インド・ラクシャドウィープ）のすぐ東を通過 ミニコイ島（英語版）（ インド・ラクシャドウィープ）のすぐ西を通過                       |
| 北緯6度50分 東経73度0分 / 北緯6.833度 東経73.000度   | モルディブ       | 南ティラドゥンマティー環礁区（英語版） 北ミラドゥンマドゥル環礁区（英語版） 北マーロスマドゥル環礁区（英語版） 南マーロスマドゥル環礁区（英語版） |
| 北緯5度5分 東経73度0分 / 北緯5.083度 東経73.000度    | インド洋         | |
| 北緯4度18分 東経73度0分 / 北緯4.300度 東経73.000度   | モルディブ       | ロス環礁（英語版） |
| 北緯5度5分 東経73度0分 / 北緯5.083度 東経73.000度    | インド洋         | アリ環礁（英語版）（ モルディブ）のすぐ東を通過                                                                                                   |
| 北緯3度18分 東経73度0分 / 北緯3.300度 東経73.000度   | モルディブ       | 北ニランデ環礁区（英語版） 南ニランデ環礁区（英語版） コルマドゥル環礁区（英語版）                                                                |
| 北緯2度10分 東経73度0分 / 北緯2.167度 東経73.000度   | インド洋         | |
| 北緯0度32分 東経73度0分 / 北緯0.533度 東経73.000度   | モルディブ       | フヴァドゥ環礁（英語版） |
| 北緯0度17分 東経73度0分 / 北緯0.283度 東経73.000度   | インド洋         | アッドゥ環礁（ モルディブ）のすぐ西を通過 マクドナルド諸島とハード島（ オーストラリア）の間を通過                                                 |
| 南緯60度0分 東経73度0分 / 南緯60.000度 東経73.000度  | 南極海           | |
| 南緯68度11分 東経73度0分 / 南緯68.183度 東経73.000度 | 南極大陸         | オーストラリア南極領土（ オーストラリアが領有権主張）                                                                                             |